# Thomas McDonell
Thomas Hunter Campbell McDonell (2. maj 1986 i New York), er en amerikansk skuespiller, musiker og model. Han er uddannet fra New York University.
McDonell medvirkede sammen med Eliza Taylor i den amerikanske tv-serie The 100.

## Filmografi
- The Forbidden Kingdom (2008)
- The Devil's Hand (2014)
- Life After Beth (2014)